# Primeiro de Agosto
Clube Desportivo 1º de Agosto este un club multisport din Luanda, capitala Angolei. Clubul fondat la 1 august 1977, este atașat forțelor armate angoleze, care este principalul său sponsor. Echipa sa principală concurează în fotbalul masculin, iar echipa sa de baschet profesionist este de asemenea demnă de remarcat în cadrul clubului. Culorile clubului sunt roșu și negru . Clubul a câștigat primul său titlu în fotbal angolez, în 1979, iar în baschet în 1980. Echipele de handbal și volei au câștigat de asemenea multe titluri pentru club.

## Legături externe
- Site-ul oficial al clubului